# Sara Shepard

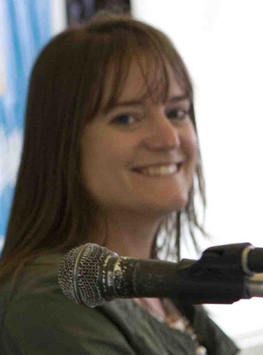
Sara Shepard

Sara Shepard (Philadelphia, 8 april 1977) is een Amerikaanse auteur. Ze schreef onder meer de jeugdboekenserie Pretty Little Liars. 

### Pretty Little Liars
- Pretty Little Liars, Mooie meisjes hebben soms gruwelijke geheimen, oorspronkelijke titel: Pretty Little Liars (2006)
- Pretty Little Liars 2, Zijn je beste vriendinnen te vertrouwen?, oorspronkelijke titel: Flawless (2007)
- Pretty Little Liars 3, Perfecte meisjes plegen perfecte moord?, oorspronkelijke titel: Perfect (2007)
- Pretty Little Liars 4, Je moet niet alles geloven wat ze zeggen, oorspronkelijke titel: Unbelievable (2008)
- Pretty Little Liars 5, Geen enkele slechte daad blijft ongestraft, oorspronkelijke titel: Wicked (2008)
- Pretty Little Liars 6, Al is de leugen nog zo snel..., oorspronkelijke titel: Killer (2009)
- Pretty Little Liars 7, Wie roddelt er nu nooit?, oorspronkelijke titel: Heartless (2010)
- Pretty Little Liars 8, Eind goed, al goed?, oorspronkelijke titel: Wanted (2010)
- Twisted (2011), niet vertaald
- Ruthless (2011), niet vertaald
- Stunning (2012), niet vertaald
- Burned (2012), niet vertaald
- Crushed (2013), niet vertaald
- Deadly (2013), niet vertaald
- Toxic (2014), niet vertaald
- Vicious (2014), niet vertaald

### The Lying Game
- The Lying Game (2010), niet vertaald
- Never Have I Ever (2011), niet vertaald
- Two Truths and a Lie (2012), niet vertaald
- Hide and Seek (2012), niet vertaald
- The First Lie: A Lying Game novella (2012), niet vertaald
- Cross My Heart, Hope To Die
- True Lies: A Lying Game novella
- Seven Minutes in Heaven

### The Perfectionists
- The Perfectionists (2014)
- The Good Girls (2015)

### Penny Draws
- Penny Draws a Best Friend (2023)
- Penny Draws a School Play (2023)
- Penny Draws a Secret Adventure (2024)

### Volwassenenliteratuur
- The Visibles (2009)
- Everything We Ever Wanted (2011)
- The Heiresses (2014)
- The Elizas (2018)
- Reputation (2019)
- Memory Lane (2021) (met Ellen Goodlett)
- Safe in My Arms (2021)
- Wait for Me (2022)
- Nowhere Like Home (2024)

- Bibsys: 9039678
- Biblioteca Nacional de España: XX5171729
- Bibliothèque nationale de France: cb15691356f (data)
- Catàleg d'autoritats de noms i títols de Catalunya: 981058508967306706
- Gemeinsame Normdatei: 138640149
- International Standard Name Identifier: 0000 0001 1647 7506
- Library of Congress Control Number: n2006055646
- Bibliotheek van het Japanse parlement: 01207338
- Nationale Bibliotheek van Tsjechië: xx0134377
- Nationale Bibliotheek van Israël: 987007602176105171
- Nederlandse Thesaurus van Auteursnamen: 301107750
- LIBRIS: 334206
- Système universitaire de documentation: 15949043X
- Virtual International Authority File: 56040181
- WorldCat: E39PBJcRdxpvXc4hHYqp838Qv3